# Lluís Felip d'Orleans (comte de París)

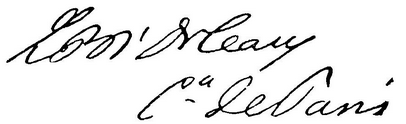
L P d'Orléans, C de Paris

Lluís Felip d'Orleans, comte de París (París 1838 - Stowe House (Anglaterra) 1894). Príncep de la casa reial dels Orleans i comte de París que exercí des de l'any 1850 la posició de cap de la Casa dels Orleans.
Príncep de sang de França de la casa dels Orleans, nasqué el 24 d'agost de l'any 1838 al Palau de les Teuleries, a París, essent fill del príncep Ferran Felip d'Orleans i de la princesa Helena de Mecklenburg-Schwerin. El príncep era net per via paterna del rei Lluís Felip I de França i de la princesa Maria Amèlia de Borbó-Dues Sicílies i per via materna del gran duc hereu Francesc Lluís de Mecklenburg-Schwerin i de la princesa Lluïsa Carolina de Saxònia-Weimar-Eisenach.
L'any 1842, amb la mort del seu pare, esdevingué príncep reial; és a dir, príncep hereu al tron de França que ocupava el seu avi, el rei Lluís Felip I de França, l'any 1850 esdevingué cap de la Casa reial dels Orleans a conseqüència de la mort del seu avi.
L'any 1861 esdevingué voluntari a l'exèrcit federal dels Estats Units en el context de la guerra de Secessió. Es destacà en un seguit de campanyes militars anomenades Peninsular Campaign que tingueren per objectiu obrir un front oriental sobre l'estat de Virgínia, fou dirigit pel general George McClellan. Va escriure una obra cabdal i considerada de referència sobre la Guerra Civil dels Estats Units.
L'any 1864 es casà amb la seva cosina, la infanta-princesa Maria Isabel d'Orleans, filla de la infanta Lluïsa Ferranda d'Espanya i del príncep Antoni d'Orleans. La parella tingué vuit fills:
- SAR la princesa Amèlia d'Orleans, nascuda a Stowe House (Anglaterra) l'any 1865 i morta el 1951 a Versalles. Es casà amb el rei Carles I de Portugal.
- SAR el príncep Felip d'Orleans, nascut a Twickenham (Anglaterra) el 1869 i mort el 1926 a Palerm. Es casà amb l'arxiduquessa Maria Dorotea d'Àustria.
- SAR la princesa Helena d'Orleans, nascuda el 1871 a Twickenham (Anglaterra) i morta el 1951 a Florència. Es casà en primeres noces amb el príncep Manuel Filibert de Savoia-Aosta i en segone núpcies amb Otto Campini.
- SAR el príncep Carles d'Orleans, nascut el 1875 i mort el mateix any.
- SAR la princesa Isabel d'Orleans, nascuda a Stowe House (Anglaterra) i morta el 1961 a Larache (Marroc). Es casà amb el príncep Joan d'Orleans, duc de Guisa.
- SAR el príncep Jaume d'Orleans, nascut el 1880 i mort el 1881.
- SAR la princesa Lluïsa d'Orleans, nascuda el 1882 a Stowe House (Anglaterra) i mort a Madrid el 1958. Es casà amb el príncep Carles de Borbó-Dues Sicílies.
- SAR el príncep Ferran d'Orleans, nascut el 1884 i mort el 1924. Es casà amb la marquesa de Valdeterrazo.

Amb la Caiguda de Napoleó III de França i amb la derrota de la Comuna de París, l'Assemblea Nacional Francesa era composta en la seva immensa majoria per diputats monàrquics i en conseqüència pensaren en una restauració de la Corona. Ara bé, la divisió entre legitimistes, orleanistes i bonapartistes impossibilità la restauració i en conseqüència es proclamà la III República.
Ara bé, l'any 1883 moria el comte de Chambord, el príncep Enric Carles de França, net del rei Carles X de França, i hereu legítim de la tradició borbònica, sense un clar hereu. Malgrat que alguns legitimistes reconegueren al comte de Montizón com a hereu legítim, d'altres reconegueren al comte de París que és qui reuní més adeptes.
El comte morí l'any 1894 a Anglaterra.
Llista de pretendents al tron de França